# Trogoderma yunnaeunsis
Trogoderma yunnaeunsis is een keversoort uit de familie spektorren (Dermestidae). De wetenschappelijke naam van de soort werd in 1986 gepubliceerd door Zhang & Liu in Liu & Zhang.